# Rodez Aveyron Football (féminines)
Pour le club et la section masculine, voir Rodez Aveyron Football.
Maillots
Actualités
La section féminine du Rodez Aveyron Football est un club féminin de football français basé à Rodez et créée en 1993.
Les Ruthénoises atteignent pour la première fois de leur histoire la Division 1 en 2010, après avoir rapidement gravi les échelons depuis la Ligue de Midi-Pyrénées, puisque le club passe de la Division d'Honneur à la Division 1 en seulement cinq saisons, décrochant au passage le titre de Champion de seconde division en 2010.
Pour la saison 2024-2025, le RAF évolue en Seconde Ligue. À la suite du départ de Franck Planecassagne, l'ancienne gardienne Karima Taieb est nommé coach des Raffettes.

## Histoire

### D'un club anonyme à un club de l'élite (1993-2010)

#### Un club régional (1993-2002)
Le Rodez Aveyron Football est un club de football qui existe depuis 1929, mais qui pendant plus de 60 ans fut exclusivement masculin. Sa section féminine est créée en 1993 avec des ambitions très limitées, ses aspirations restent concentrées sur la région Midi-Pyrénées pendant une dizaine d'années. Il faut dire qu'à cette époque la région dispose déjà d'un grand club dans l'élite, le Toulouse OAC, qui sera d'ailleurs dominant au niveau national à la fin des années 1990 glanant 4 titres de Champion. Le Rodez FC évolue pendant ce temps en Ligue du Midi-Pyrénées, et noue ses premières rivalités au niveau régional notamment avec l'AS Muretaine et l'ASPTT Albi - le club du Tarn aura d'ailleurs une progression similaire, tous deux montant progressivement en puissance au milieu des années 2000 en conjonction avec l'affaiblissement progressif du club toulousain.
Le premier coup d'éclat du club sera de passer tous les tours régionaux, puis fédéraux, du Challenge de France pour atteindre les 1/16e de finale de la toute première édition de l'épreuve lors de la saison 2001-2002. Le club de Division régionale termine finalement son beau parcours avec les honneurs, aux tirs-au-but contre une équipe du deuxième échelon national, le FCF Monteux.

#### La première expérience nationale (2002-2003)
En 2002, un nouvel échelon est créé au niveau national, la Division 3. Ce nouveau championnat oppose quarante équipes réparties en quatre poules de dix ; le Rodez AF, s'extirpant de la ligue de Midi-Pyrénées pour la première fois, se retrouve dans le groupe C, d'équipes du sud de la France. Les Ruthénoises vivent une saison difficile et finissent bonnes dernières sans avoir obtenu une seule victoire (2 nuls et 16 défaites). Elles sont rétrogradées en Division d'Honneur régionale pour la saison suivante. Elles confirment cependant leur goût pour le Challenge de France, se qualifiant à nouveau pour les 1/16e de finale pour la seconde saison consécutive. Elles y sont éliminées par le Toulouse FC, Champion de France en titre de Division 1, 5 buts à 0.

#### Le retour en Midi-Pyrénées et la consécration régionale (2003-2006)
De retour en Division d'Honneur, les Ruthénoises vivent une première saison blanche mais refont parler d'elles dès l'année suivante, en atteignant cette fois les 1/8e de finale du Challenge de France ; une belle performance pour un club commençant son parcours en qualification au niveau régional. Les joueuses de Franck Plenecassagne, qui a pris la tête de l'équipe en début d'année, passent très proche de l'exploit en ne cédant que 1 but à 0 face au Mans UC de Division 2.
Malgré un parcours décevant en Challenge de France, la saison 2005-2006 sera une année historique pour le club qui remporte pour la première fois le Championnat de DH Midi-Pyrénées et se qualifie pour une nouvelle expérience en Division 3 Nationale.

#### Le court passage en Division 3 (2006-2008)
L'équipe montre de belles dispositions dès sa première saison au troisième échelon. Elle se classe pour la saison 2006-2007 en 2e place de son groupe, à 6 points de son rival régional, l'ASPTT Albi, et se qualifie pour le tournoi final de la division. Le tournoi est cependant raté : les Aveyronnaises terminent à la dernière place, derrière l'ASPTT Albi, l'ASC Saint-Apollinaire et le Besançon RC, avec un bilan décevant de deux défaites et un nul.
Il ne faut au Rodez AF qu'une saison supplémentaire pour obtenir sa promotion en Division 2. En effet, bien qu'il ne se classe qu'au 6e rang de son groupe en 2007-2008, 4 équipes mieux placées étant des réserves de clubs de divisions supérieures, il accroche la deuxième place qualificative pour le tournoi final, derrière l'AS Muret. Les Ruthénoises terminent à la troisième et dernière place qualificative pour la Division 2, à 3 points de l'AS Algrange et à égalité de points avec l'AS Muret et le RC Flacéen Mâcon.
Cette même année, l'équipe réalise sa meilleure performance en Challenge de France. Elle atteint les quarts de finale de la compétition, en sortant sur sa route le FF Nîmes MG (D3), le Gandalou FC (DH), le rival albigeois (D2), 5 buts à 0, puis aux tirs-au-but le VGA Saint-Maur. Elle est finalement stoppée par l'ogre lyonnais (D1), Champion de France en titre, sur le score de 5 buts à 0.

#### Le court passage en Division 2 (2008-2010)
L'équipe de Franck Plenecassagne ne prendra également que deux ans pour franchir le palier de la Division 2. La Division 2 comporte, pour la saison 2008-2009, deux groupes de 12 équipes ; le Rodez AF se retrouve dans le Groupe A des clubs du sud-ouest de la France en compagnie de clubs de la ligue Midi-Pyrénées qu'il connait très bien comme l'ASPTT Albi et l'AS Muretaine.
Le club fait une saison excellente pour un promu, et se classe 2e en fin d'exercice, juste derrière l'ESOFV La Roche-sur-Yon, relégué de Division 1 la saison précédente, et loin devant le Tours FC.
C'est donc avec un statut de favori que le club entamera la saison 2009-2010. L'équipe ne décevra pas et remporte son groupe composé d'équipes du sud-est de la France, 6 points devant son dauphin, l'AS Muretaine. Les Ruthénoises n'auront concédé qu'une défaite de toute la saison (1 but à 0 sur le terrain du FCF Monteux) et présentent un bilan impressionnant de 16 victoires pour 5 matchs nuls et 1 défaite, ce qui lui permet également de décrocher le titre de Champion de France de Division 2 devant Le Mans UC, vainqueur de l'autre groupe. Le club remporte également cette saison sa première Coupe du Midi-Pyrénées.

### Les Ruthénoises dans l'élite du football féminin français (2010-2019 )

#### Les promesses d'une première saison réussie (2010-2011)
Comme à son habitude, le Rodez AF va réaliser une excellente première saison dans sa nouvelle division. Les Ruthénoises finissent certes loin des 4 équipes qui dominent outrageusement le Championnat déjà depuis plusieurs années : l'Olympique lyonnais, le Paris SG, le Montpellier HSC et le FCF Juvisy, mais elle glanent une 6e place prometteuse derrière l'AS Saint-Étienne, installées confortablement à 7 points du premier relégable. Elles quittent par ailleurs le modeste Stade de Vabre en début de saison pour évoluer désormais au Stade Paul-Lignon, comme la section masculine du club qui joue CFA.

#### La normalisation dans l'élite (2011-2019)

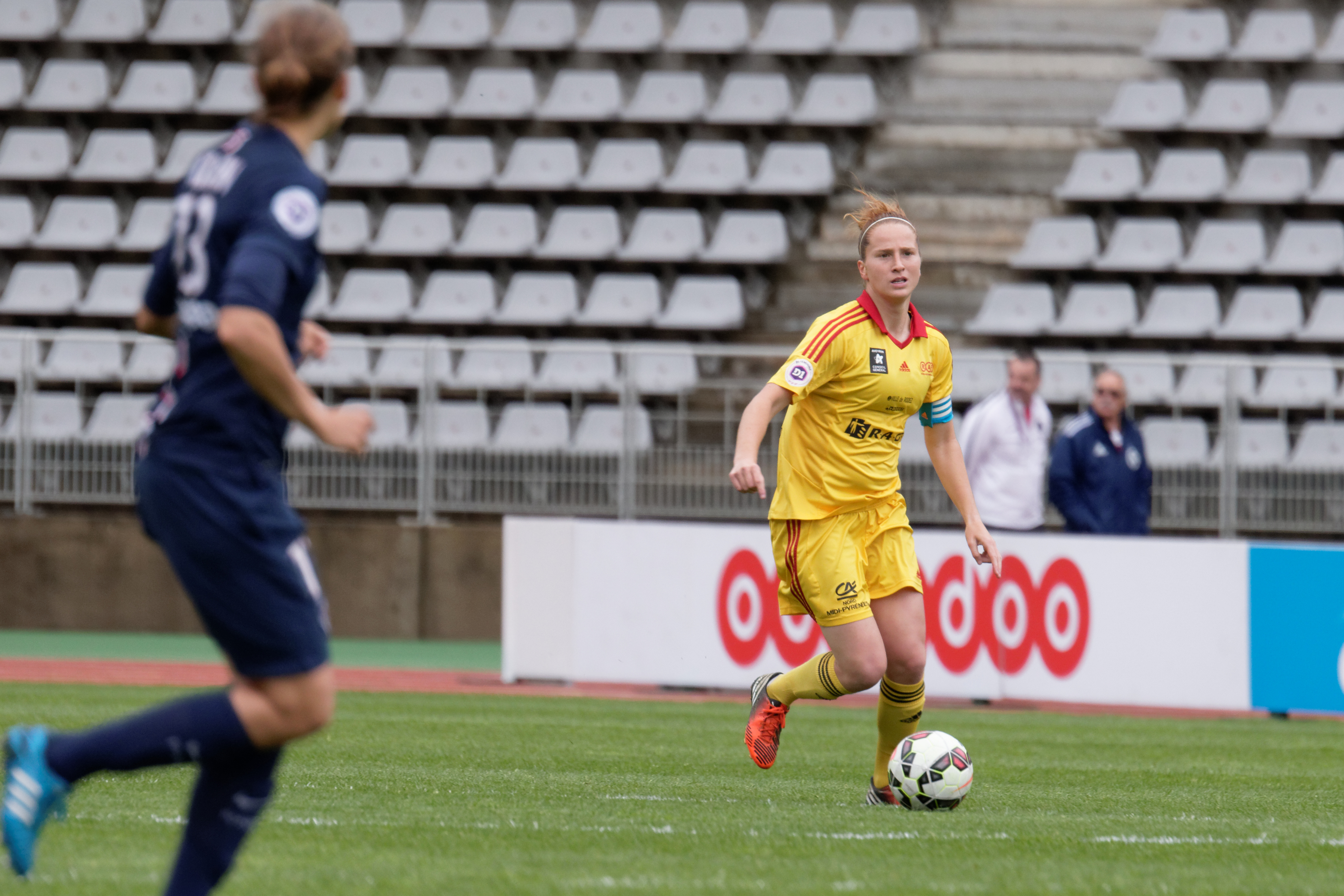
Marine Haupais lors de PSG-Rodez en mai 2015.

Les trois saisons suivantes sont moins bonnes que la première, mais verront le club s'installer dans la durée dans l'élite du football féminin français. Dans un championnat de plus en plus compétitif, avec pourtant une victoire de plus que la saison précédente, l'équipe se sauve de la relégation de seulement deux points devant le FCF Hénin-Beaumont, premier relégable, lors de la saison 2011-2012. Prenant en charge l'équipe-fanion masculine à partir de l'année suivante, une page se ferme à la fin de cette saison avec le départ de Franck Plenecassagne, avec qui l'équipe a passé toutes les divisions depuis la Division d'Honneur régionale en seulement 5 saisons.
Les Ruthénoises finissent la saison suivante à la même 8e place du Championnat. Elles sont cette fois beaucoup plus loin de la relégation, avec 11 points d'avance sur le premier relégable : le FC Vendenheim. Ce ne sera pas le cas lors de la saison 2013-2014 : elles gagnent une place (7e), mais ne terminent à nouveau qu'à deux points de la zone de relégation, dans une année très compétitive dans le bas du tableau où seulement 6 points départagent au classement final le 5e (EA Guingamp) du premier relégable (FCF Hénin-Beaumont). Après trois 1/8e de finale consécutifs, le club réussit à atteindre le deuxième quart de finale de Coupe de France de son histoire en éliminant tour à tour, le Toulouse FC (D2), l'AS Muretaine (D1) et le FCE Arlac (DH). Elles cèdent finalement à domicile d'un seul but (Camille Catala, 19e) face au FCF Juvisy (D1).
À l'aube de la saison 2018-2019, le RAF opère une profonde mutation de sa section féminine puisque l'équipe première passe sous le giron de la SASP du club. Ce choix de professionnalisation répond notamment aux exigences croissantes de la fédération. L'association, qui gérait l'ensemble de la section féminine, peut désormais se concentrer sur la formation. De plus, Franck Plenecassagne, ancien entraîneur des féminines du RAF, revient au club en tant que manager général de l'équipe fanion, dotée d'un budget de 200 000 €.
À l'issue d'une saison 2018-2019 très difficile pour les Ruthénoises, malgré le changement de structure, le club finit à la dernière place de D1 et est relégué en D2 après neuf années dans l'élite.

## Dates clés
- 2002 : Promotion en Division 3 Nationale nouvellement créée
- 2003 : Relégation immédiate en Division d'Honneur Midi-Pyrénées
- 2004 : Nomination de Franck Plenecassagne au poste d'entraîneur
- 2006 : Champion de DH Midi-Pyrénées, Promotion en Division 3 Nationale (D3)
- 2007 : Échoue de peu la montée en Division 2 Nationale (4e du Tournoi final B)
- 2008 : Promotion en Division 2 (3e du Tournoi final 2), 1/4 de finale du Challenge de France (perdu face à l'OL)
- 2009 : Échoue de peu la montée en Division 1 (2e du Groupe A)
- 2010 : Champion de D2, Accession historique en Division 1 (D1), 1re Coupe du Midi-Pyrénées
- 2011 : 6e place en Division 1, un exploit pour un promu
- 2012 : Franck Plenecassagne quitte son poste d'entraîneur pour s'occuper de l'équipe-fanion masculine
- 2014 : 1/4 de finale de Coupe de France (perdu face au FCF Juvisy), 5e saison consécutive en Division 1

## Résultats sportifs

### Palmarès
Le palmarès de l'équipe féminine du Rodez AF comporte un championnat de France de seconde division.
Le tableau suivant liste le palmarès du club actualisé à l'issue de la saison 2013-2014 dans les différentes compétitions officielles au niveau national et régional.
| Compétitions nationales                                              | Compétitions régionales                                                                                   |
| - Championnat de France de Division 2 (2) - Champion : 2010 et 2022. | - Championnat de DH Midi-Pyrénées (1) - Champion : 2006. - Coupe du Midi-Pyrénées (1) - Vainqueur : 2010. |

### Bilan saison par saison
Le tableau suivant retrace le parcours du club depuis sa création en 1993.
| Édition   | Division 1 | Division 2           | Division 3                          | Divisions Régionales      | Coupe de France |
| 1993-2001 | -          | -                    |                                     | ...                       |                 |
| 2001-2002 | -          | -                    | ...                                 | 1/16e de finale           |                 |
| 2002-2003 | -          | -                    | 10e (Gr. C)                         | -                         | 1/16e de finale |
| 2003-2004 | -          | -                    | -                                   | ...                       | ...             |
| 2004-2005 | -          | -                    | -                                   | ...                       | 1/8e de finale  |
| 2005-2006 | -          | -                    | -                                   | Champion DH Midi-Pyrénées | ...             |
| 2006-2007 | -          | -                    | 2e (Gr. B) 4e (Tournoi Final Gr. B) | -                         | ...             |
| 2007-2008 | -          | -                    | 6e (Gr. B) 3e (Tournoi Final 2)     | -                         | 1/4 de finale   |
| 2008-2009 | -          | 2e (Gr.A)            | -                                   | -                         | 1/16e de finale |
| 2009-2010 | -          | Champion 1er (Gr. A) | -                                   | -                         | 2e tour fédéral |
| 2010-2011 | 6e         | -                    |                                     | -                         | 1/8e de finale  |
| 2011-2012 | 8e         | -                    | -                                   | 1/8e de finale            |                 |
| 2012-2013 | 8e         | -                    | -                                   | 1/8e de finale            |                 |
| 2013-2014 | 7e         | -                    | -                                   | 1/4 de finale             |                 |
| 2014-2015 | 7e         | -                    | -                                   | 1/4 de finale             |                 |
| 2015-2016 | 5e         | -                    | -                                   | Demi-finale               |                 |
| 2016-2017 | 8e         | -                    | -                                   | 1/4 de finale             |                 |
| 2017-2018 | 9e         | -                    | -                                   | 1/8e de finale            |                 |
| 2018-2019 | 12e        | -                    | -                                   | 16e de finale             |                 |
| 2019-2020 | -          | 2e (Gr. A)           | -                                   | 8e de finale              |                 |

## Personnages emblématiques du club

### Présidents
Association
- Christiane Treziere (2005-2009)
- Pierre Doutre (2009-2012)
- Jean-François Teffo (2012-2013)
- Bernard Dimech (2013-2014)
- Annie Cluzel (2014-2018)

SASP
- Pierre-Olivier Murat (depuis 2018)

### Entraîneurs
- Franck Plenecassagne (2004-2012)
- Élodie Woock (2012-2013)
- Nicolas Bach (2013-2015)
- Sébastien Joseph (2015-2017)
- Grégory Mleko (2017-2018)
- Sabrina Viguier (2018-2019)
- Mathieu Rufié (2019-2023)[11]
- Franck Plenecassagne (2023-2024)

### Joueuses
- Séverine Cabec (10 saisons au club qui l'a formé, dans l'équipe lors des montées en D3, D2 et D1)
- Amélie Fabries (11e saison au club qui l'a formé, dans l'équipe lors des montées en D3, D2 et D1)
- Anne-Sophie Ginestet (8e saison au club qui l'a formé, internationale française junior, dans l'équipe lors des montées en D2 et D1)
- Manon Guitard (8 saisons au club qui l'a formé, internationale française junior, dans l'équipe lors des montées en D2 et D1, évolue encore aujourd'hui au Raf en D2)
- Alexia Pascal (8e saison au club qui l'a formé, internationale française junior, dans l'équipe lors des montées en D2 et D1)

#### Le plus de matchs
| Rang | Joueuses             | Période             | D1  | D2 | D3 | CdF | Total |
| 1re  | Flavie Lemaître      | 2009-2019           | 184 | 21 | 0  | 27  | 232   |
| 2e   | Manon Guitard        | 2006-2014 2016-2020 | 134 | 46 | 21 | 23  | 224   |
| 3e   | Laurie Cance         | depuis 2011         | 162 | 19 | 0  | 18  | 199   |
| 4e   | Anne-Sophie Ginestet | 2007-2019           | 116 | 36 | 11 | 21  | 184   |
| 5e   | Séverine Cabec       | 2002-2014           | 80  | 42 | 19 | 16  | 157   |

#### Meilleures buteuses
| Rang | Joueuses          | Période             | D1 | D2 | D3 | CdF | Total |
| 1re  | Flavie Lemaître   | 2009-2019           | 53 | 10 | 0  | 12  | 75    |
| 2e   | Marine Chavaroche | 2006-2012           | 1  | 23 | 5  | 7   | 36    |
| 3e   | Marine Augis      | 2010-2014           | 23 | 0  | 0  | 4   | 27    |
| 4e   | Solène Barbance   | 2006-2009 2015-2017 | 5  | 8  | 6  | 8   | 27    |
| 5e   | Audrey Moreno     | 2001-2013           | 0  | 19 | 7  | 0   | 26    |